# 松井田バイパス
松井田バイパス（まついだバイパス）は、群馬県安中市松井田町松井田から群馬県安中市松井田町新堀の区間を結ぶ、国道18号のバイパスである。

## 概要
- 起点 : 群馬県安中市松井田町松井田
- 終点 : 群馬県安中市松井田町新堀
- 全長 : 3.4km
- 車線 : 2車線（登坂車線あり）
- 開通 : 1972年

## 通過市町村
- 群馬県
  - 安中市

## 地理
- 高崎河川国道事務所碓氷出張所
- 不動寺
- 安中警察署松井田分庁舎（旧・松井田警察署）

## 交差する道路
- 群馬県道33号渋川松井田線（松井田交差点）
- 群馬県道122号八本松松井田線
- 群馬県道33号渋川松井田線
- 群馬県道217号松井田中宿線（新堀交差点）